# IGC (format de fichier)
Pour les articles homonymes, voir IGC.
Un fichier IGC est un fichier texte, par opposition aux formats dits « binaires ».
Ce format de fichier (extension .igc) est utilisé dans les enregistreurs de vol notamment en planeur mais aussi en parapente afin de certifier une performance (circuit réalisé tel que prévu, gain d'altitude, durée d'un vol...). Ce format permet notamment l'enregistrement de la position (déterminée via les signaux GPS), l'enregistrement de l'évolution de l'altitude (mesurée via GPS ou par capteur barométrique) mais aussi d'informations additionnelles telles que l'allumage éventuel d'un moteur.
La spécification de ce format de fichier est publiée par l'International Gliding Commission (IGC) de la Fédération aéronautique internationale (FAI).
Ces fichiers peuvent être créé à l'aide d'un matériel spécialisé nommé enregistreur FAI ou logger FAI (Volkslogger notamment) ou à l'aide de certains dispositifs anti-collision (FLARM) ou bien à l'aide d'une application dédiée pouvant fonctionner sur smartphone (XCSoar, LK8000, SeeYou Mobile...).
Ces fichiers peuvent être visualisés (trace GPS et altitude notamment) à l'aide d'un logiciel tournant sous la forme d'application lourde (GPXSee par exemple) ou d'application web. Certaines applications smartphones permettent aussi de visualiser ces fichiers (IGC Viewer & Browser sur Android par exemple).
Des outils permettant de convertir les fichiers IGC en trace au format GPX ou KML avec extension gx:Track existent également,,. Ils permettent de visualiser le tracé effectué (mais perdent de nombreuses informations présentes dans le fichier IGC d'origine comme la déclaration du circuit).